# Luca Bergamini
Luca Bergamini (Roma, 23 marzo 1961) è un dirigente sportivo ed ex giocatore di calcio a 5 italiano.

## Carriera

### Giocatore
Bandiera della Roma RCB, con la quale vinse quattro scudetti e due Coppe Italia, come massimo riconoscimento in carriera vanta la partecipazione, con la nazionale italiana, al FIFA Futsal World Championship 1989 in cui gli azzurri sono giunti al secondo turno, eliminati al termine del girone con Paesi Bassi, Belgio e Ungheria.

### Dirigente
Di professione avvocato, ha fatto parte del comitato consultivo di Bologna e CF Montréal. L'11 gennaio 2021 viene eletto presidente della Divisione Calcio a 5, superando l'altro candidato Antonio Dario. Il suo programma è incentrato sul rientro delle ingenti perdite accumulate durante la presidenza di Andrea Montemurro e che portarono al commissariamento della Divisione. Il 18 luglio del 2024 annuncia di non essere intenzionato a ripresentarsi per un ulteriore mandato.

## Palmarès
- Campionato italiano: 4
Roma RCB: 1987-88, 1988-89, 1989-90, 1990-91
- Coppa Italia: 2
Roma RCB: 1988-89, 1989-90